# Columbia (circonscription britanno-colombienne)
Pour les articles homonymes, voir Columbia.
Circonscription électorale provinciale du Canada
Columbia est une ancienne circonscription provinciale de la Colombie-Britannique représentée à l'Assemblée législative de la Colombie-Britannique de 1903 à 1933 et de 1937 à 1966.

## Géographie
La circonscription représente la région de Kootenay au sud de la province. 

## Liste des députés
| Législature                                                       | Années          | Député   | Député                 | Parti                    |
| Columbia                                                          | Columbia        | Columbia | Columbia               | Columbia                 |
| ----------------------------------------------------------------- | --------------- | -------- | ---------------------- | ------------------------ |
| 10e                                                               | 1903–1907       |          | Wilmer Cleveland Wells | Libéral                  |
| 11e                                                               | 1907–1909       |          | Henry George Parson    | Conservateur             |
| 12e                                                               | 1909–1912       |          | Henry George Parson    | Conservateur             |
| 13e                                                               | 1912–1916       |          | Harold Ernest Forster  | Conservateur indépendant |
| 14e                                                               | 1916–1920       |          | John Andrew Buckham    | Libéral                  |
| 15e                                                               | 1920–1924       |          | John Andrew Buckham    | Libéral                  |
| 16e                                                               | 1924–1928       |          | John Andrew Buckham    | Libéral                  |
| 17e                                                               | 1928–1931       |          | John Andrew Buckham    | Libéral                  |
| 17e                                                               | 1931-1933       |          | Thomas King            | Libéral                  |
| Circonscription de Columbia-Revelstoke                            |                 |          |                        |                          |
| 18e                                                               | 1934–1937       |          | Thomas King            | Libéral                  |
| 19e                                                               | 1937–1941       |          | Thomas King            | Libéral                  |
| 20e                                                               | 1941–1945       |          | Thomas King            | Libéral                  |
| 21e                                                               | 1945–1949       |          | Thomas King            | Coalition                |
| 22e                                                               | 1949–1952       |          | Thomas King            | Coalition                |
| 23e                                                               | 1952–1952       |          | Richard Orr Newton     | Créditiste               |
| 23e                                                               | 1952-1953       |          | Robert Bonner          | Créditiste               |
| 24e                                                               | 1953–1956       |          | Richard Orr Newton     | Créditiste               |
| 25e                                                               | 1956–1960       |          | Richard Orr Newton     | Créditiste               |
| 26e                                                               | 1960–1963       |          | Richard Orr Newton     | Créditiste               |
| 26e                                                               | Jul.-sept. 1963 |          | Frank Greenwood        | Créditiste               |
| 27e                                                               | 1963–1966       |          | James Roland Chabot    | Créditiste               |
| Circonscription fusionné à Revelstoke pour devenir Columbia River |                 |          |                        |                          |

## Résultats électoraux
1934-1966
1903-1933